# Allee des Jahres
Der Titel Allee des Jahres wird seit 2008 vom Bund für Umwelt und Naturschutz Deutschland, der Alleenschutzgemeinschaft, der Schutzgemeinschaft Deutscher Wald und der Arbeitsgemeinschaft Deutsche Alleenstraße vergeben, um auf die Bedrohung dieses Landschaftstyps hinzuweisen. Jährlich können Fotografen Alleenbilder an eine aus Vertretern der vergebenden Organisationen bestehende Jury schicken. Neben dem Aussehen der Allee spielt auch deren Geschichte, Artenreichtum und aktuelle Situation (Bedrohung durch Abholzung für Straßenverbreiterungen oder kranke Bäume die nicht ersetzt werden) eine Rolle beim Bestimmen des Gewinners. Dieser wird am 20. Oktober, dem „Tag der Allee“, bekannt gegeben.

## Preisträger
| Jahr | Typ                                           | Lage | Bundesland             | Karte | Länge    | Beschreibung |
| ---- | --------------------------------------------- | --- | ---------------------- | ----- | -------- | --- |
| 2008 | Bergahorn‑Spitzahorn-Eschen‑Krim-Linden‑Allee | zwischen Kluis und Neuenkirchen                                                                                 | Mecklenburg-Vorpommern | Karte | 7 km     | Die Allee folgt von Silenz in der Gemeinde Kluis aus der Kreisstraße 5. Sie besteht aus rund 1000 Bäumen, die meisten davon sind zwischen 80 und 100 Jahre alt.                                                                                                 |
| 2009 | Birnenallee                                   | Amt Neuhaus | Niedersachsen          | Karte | 0,7 km   | Die im Ortsteil Bohnenburg gelegene Chaussee besteht aus alten und widerstandsfähigen Birnensorten. Bei Fällungen oder wenn ein alter Baum stirbt wird er durch ein junges Exemplar einer alten Sorte ersetzt.                                                  |
| 2010 | Rosskastanienallee                            | Vipperow | Mecklenburg-Vorpommern | Karte | 2,2 km   | Die Allee befindet sich im Ortsteil Solzow, sie wurde in den 1920er und 30er Jahren gepflanzt. Nach dem Zweiten Weltkrieg wurde jeder zweite Baum zur Brennholzgewinnung abgeholzt, daher sind die Abstände zwischen den Bäumen größer als bei normalen Alleen. |
| 2011 | Ahorn-Eschen-Allee                            | Linumhorst | Brandenburg            | Karte | 5 km     | Die Allee führt von der Neuruppiner Straße als Sackgasse hinein nach Linumhorst. Sie wurde 1926 im Zuge des Straßenbaus angelegt und besteht aus rund 1500 Bäumen.                                                                                              |
| 2012 | Lindenallee                                   | zwischen Densow und Annenwalde                                                                                  | Brandenburg            | Karte | 0,7 km   | Die rund 100 Jahre alte Lindenallee besteht aus gut 100 Bäumen, bis 2006 war die Straße gepflastert. |
| 2013 | Lindenallee                                   | zwischen Augustdorf und Schlangen-Oesterholz auf dem Gelände des Truppenübungsplatzes Senne am Teutoburger Wald | Nordrhein-Westfalen    | Karte | 4,3 km   | Haustenbecker Straße |
| 2014 | Lindenallee                                   | nordwestlich von Stralsund zwischen Batevitz und Bisdorf im Landkreis Vorpommern-Rügen                          | Mecklenburg-Vorpommern | Karte | 1–1,5 km | |
| 2015 | Eichenallee                                   | zwischen Kirchlinteln und Kükenmoor im Landkreis Verden                                                         | Niedersachsen          | Karte | 0,5 km   | Die 500 Meter lange Kopfsteinpflasterstraße ist von prächtigen, alten Eichen gesäumt. |
| 2016 | Ahornallee                                    | zwischen Pölitz und Warnkenhagen im Landkreis Rostock                                                           | Mecklenburg-Vorpommern | Karte | 1,5 km   | |
| 2017 | Ahornallee                                    | zwischen Wernau und Freitagshof im Landkreis Esslingen                                                          | Baden-Württemberg      | Karte | 1,5 km   | |
| 2018 | Ahornallee                                    | zwischen Rüdnitz und Danewitz im Landkreis Barnim                                                               | Brandenburg            | Karte |          | |
| 2019 | Rosskastanienallee                            | zwischen Groß Görnow über Eickelberg nach Eickhof im Landkreis Rostock                                          | Mecklenburg-Vorpommern | Karte |          | |
| 2020 | Eichenallee                                   | bei Seedorf im Landkreis Prignitz                                                                               | Brandenburg            | Karte | 1,1 km   | Die ca. 1990 gepflanzte Allee aus 248 Eichen und Ahornen führt von Seedorf in die Lenzer Wische. |
| 2021 | Birkenallee                                   | bei Mittelrode, Region Hannover                                                                                 | Niedersachsen          | Karte |          | Die Allee von Ortsausgang Mittelrodes bis zur Kreisstraße Völksen–Gestorf ist eine wertvolle Biotopverbindung inmitten großer Ackerflächen. |
| 2022 | Eschenallee                                   | in Marlow, Landkreis Vorpommern-Rügen: von Bartelshagen I b. Ribnitz-D. in Richtung Gresenhorst                 | Mecklenburg-Vorpommern | Karte | 1,2 km   | Eschen-Allee mitten durch die großen Ackerschläge. |
| 2023 | Lindenallee                                   | zwischen Havelberg und Wöplitz                                                                                  | Sachsen-Anhalt         | Karte | 1,3 km   | Gabelung von zwei winterlichen Alleen an unbefestigten Wegen. |
| 2024 | Platanenallee                                 | im Archäologischen Park Xanten                                                                                  | Nordrhein-Westfalen    | Karte |          | Zur Römerzeit eine der Hauptachsen der Stadt Colonia Ulpia Traiana. |